# 洛克菲弗 (阿拉巴馬州)
洛克菲弗（英語：Lock Five）是一個位於美國阿拉巴馬州黑爾縣的非建制地區。該地的面積和人口皆未知。

## 地理
洛克菲弗的座標為32°34′59″N 87°44′12″W / 32.58305°N 87.73666°W，而該地的平均海拔高度為28米（即92英尺）。